# Domenico Ercole Del Rio
Pour les articles homonymes, voir Del Rio.
Domenico Ercole Del Rio (né en 1723 ou 1726 à Guiglia dans la province de Modène en Émilie-Romagne, Italie - mort le 23 mai 1802 à Modène) était un célèbre joueur d'échecs et compositeur d'études d'échecs italien du XVIIIe siècle.
- École de Modène

## Biographie
Ercole Del Rio était Conseiller de la ville de Modène. Il fut le fondateur de l'école italienne d'échecs. Il signait parfois ses articles et ouvrages Anonimo Modenese (« L'anonyme de Modène »).

## Étude d'échecs

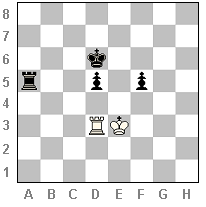
Les blancs jouent et font nulle

## Œuvres
- Sopra il giuoco degli scacchi osservazioni pratiche
- La Guerra degli scacchi - The War of the Chessmen (Anglais / Italien)